# Walter Thomas Monnington
Walter Thomas Monnington (2 octobre 1902 - 7 janvier 1976) est un peintre britannique, président de la Royal Academy de 1966 à 1976.

## Biographie

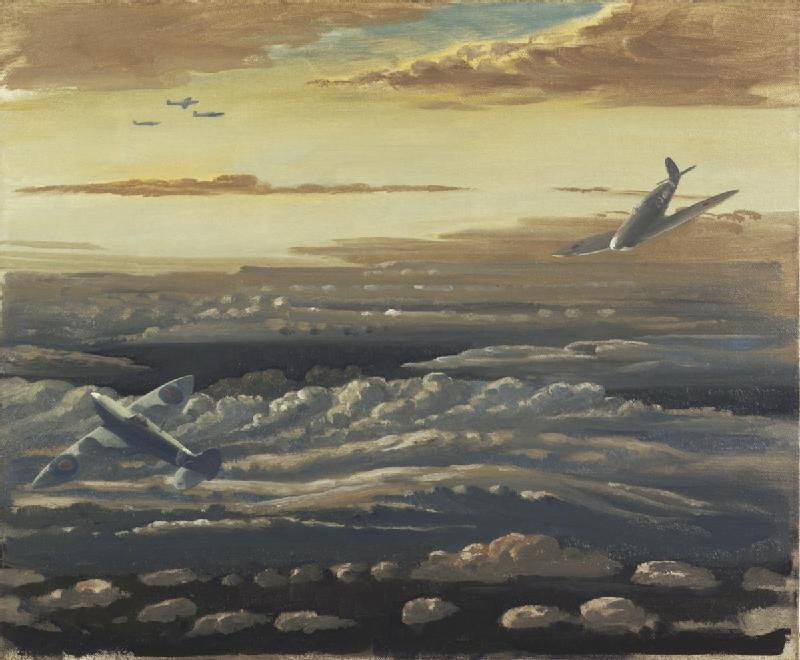
Clouds and Spitfires (1943).

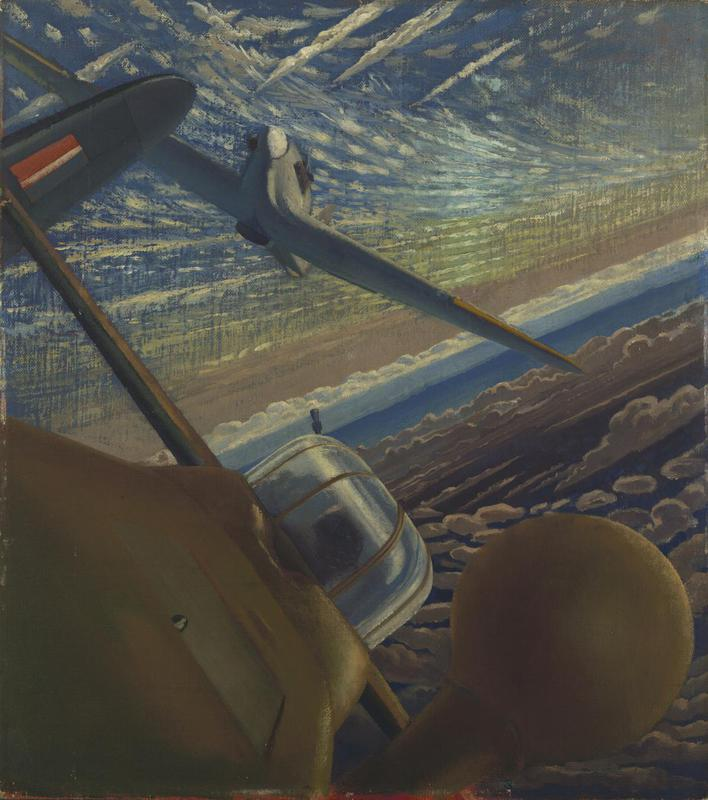
Fighter Affiliation Halifax and Hurricane aircraft co-operating in action (1944).

Tempests Attacking Flying-bombs (1944).

Thomas Monnington naît à Westminster, fils d'un avocat, et il grandit dans le Sussex. Il étudie à la Slade School of Fine Art de 1918 à 1922, et obtient en 1922 une bourse en peinture décorative à la British School de Rome. Monnington épouse la peintre Winifred Knights elle-même résidente à la BSR, à Rome en avril 1924. Pendant son séjour en Italie, il a produit sa première grande œuvre, Allegory, qui fait maintenant partie des collections de la Tate.
Au terme de sa résidence, Monnington s'installe à Londres où il vit jusqu'en 1937. Il enseigne à temps partiel au Royal College of Art et, jusqu'en 1939, aux Royal Academy Schools. Pendant tout ce temps, il travaillait également avec un groupe d'autres artistes, dont George Clausen et William Rothenstein, sur deux projets décoratifs majeurs, l'un pour la Banque d'Angleterre et l'autre, entre 1925 et 1927, pour le St.Stephen's Hall du palais de Westminster. En 1931, il termine Supper at Emmaus pour une église de Bolton. Monnington reçoit des commandes de portraits, notamment ceux de Stanley Baldwin et Earl Jellicoe.

## Activités durant la Seconde Guerre mondiale
En mai 1939, Monnington rejoint la Direction du camouflage à Leamington Spa où il travaille sur des conceptions de camouflage pour les aérodromes et les usines. Il a également, après une rencontre fortuite avec Barnes Wallis, apporté des améliorations à la conception d'un nouveau bombardier lourd alors en cours de développement, qui devint plus tard l'Avro Lancaster, maintenant au Victoria and Albert Museum. En 1943, Monnington, qui avait pris des cours de pilotage avant la guerre, écrit au Comité consultatif des artistes de guerre, WAAC, se plaignant du manque de perspective aérienne parmi les œuvres que WAAC avait commandées jusque-là,. En novembre 1943, le WAAC lui passe des commandes pour lesquelles il vole avec un escadron d'entraînement dans le Yorkshire et avec des bombardiers Mitchell en Allemagne. Durant l'hiver 1944-1945 il séjourne aux Pays-Bas au sein de la Second Tactical Air Force pour dessiner des radars mobiles et des unités radio. Les peintures réalisées durant la guerre, notamment Fighter Affiliation figurent dans les collections du WAAC,,.

## Carrière d'après-guerre
À la fin de la guerre, Monnington enseigne à la Camberwell School of Art de 1947 à 1951, puis à la Slade School of Art jusqu'en 1967. Winifred Knights meurt en 1947 et il se remarie avec Evelyn Janet. Il a produit peu de nouvelles œuvres jusqu'en 1953, date à laquelle il a commencé une commande de trois ans pour peindre une fresque à Bristol. Monnington a achevé le plafond de la salle de conférence de la nouvelle Council House de Bristol en 1956, avec un design symbolisant la science moderne. D'autres travaux notables, dont un chemin de croix pour l'église paroissiale de Brede, ont suivi. Tout au long des années 1960, le travail de Monnington est devenu plus abstrait et souvent basé sur des motifs géométriques, par exemple son plafond de chapelle pour l'université d'Exeter. Il est président de la Royal Academy de 1966 à 1976, et il est anobli à titre personnel en 1967. Il meurt à Londres le 7 janvier 1976.

## Honneurs
- 1947 : membre associé de la Royal Academy
- 1939 : membre de la Royal Academy
- 1957 : fellow de l'University College de Londres
- 1966 : président de la Royal Academy
- 1967: chevalier[11]